# マルターノ
マルターノ（イタリア語: Martano）は、イタリア共和国プッリャ州レッチェ県にある、人口約9,000人の基礎自治体（コムーネ）。

## 地理

### 位置・広がり

#### 隣接コムーネ
隣接するコムーネは以下の通り。
- カリメーラ
- カルピニャーノ・サレンティーノ
- カストリニャーノ・デ・グレーチ
- コリリアーノ・ドトラント
- マルティニャーノ
- ツォッリーノ